# Alstom Prima EL3U/4
Die Alstom Prima EL3U/4 ist eine für den Einsatz im Güterzugdienst vorgesehene Elektrolokomotive aus der französischen Produktfamilie von Mehrsystemfahrzeugen Alstom Prima.
Sie wurde so konzipiert, dass für die Bahngesellschaften möglichst geringe Anschaffungs- und Unterhaltungskosten anfallen. Die Loks sind mehrsystemfähig und können unter drei verschiedenen Stromsystemen eingesetzt werden. Bei der SNCF sind sie als Bauart BB 37000 eingereiht.

## Bestand
Von den 60 an die SNCF gelieferten Maschinen der Baureihe BB 37000 musste die BB 37007 im Jahre 2006 nach einem Unfall ausgemustert werden. Des Weiteren wurden 31 Maschinen der baugleichen Serie E 37500 an die privaten Veolia und CB Rail geliefert. Diese Maschinen kommen regelmäßig aufgrund ihrer Mehrsystemtauglichkeit mit Güterzügen von und nach Deutschland zum Einsatz.